# Web 3.0
Web 3.0 (визначення Джейсона Калаканіса) — високоякісний контент і сервіси, які створюються талановитими професіоналами на технологічній платформі Web 2.0.
Дане визначення було опубліковано в особистому блозі керівника Netscape.com, творця пошукового стартапу Mahalo.com і мережі сайтів Weblogs Джейсона Калаканіса (Jason Calacanis) 10 березня 2007 року. Воно базується на загальному положенні, що Web 2.0 — за своєю суттю, технологічна платформа, що дозволяє на своїй основі практично безкоштовно створити ряд сервісів. Подібна доступність призвела до появи величезної кількості одноманітних ресурсів, що, відповідно, девальвує цінність більшості з них. На зміну технологічній платформі Web 2.0 покликана прийти третя — культурна версія Web, використовувана професіоналами для створення нового — цікавого і корисного — контенту.